# Jystrup IF
Jystrup IF er en idrætsforening beliggende i Jystrup, i Ringsted kommune. Foreningen er stiftet den 26. november 1932.

## Organisation
Det er vedtægterne der bestemmer hvilke regler der gælder for foreningen. Generalforsamlingen (medlemmerne) er foreningens højeste myndighed. Mellem generalforsamlingerne varetages ledelsen af de medlemsvalgte bestyrelser.
Siden 1985 har Jystrup IF været organiseret med én hovedafdeling og et antal idrætsafdelinger. I hver afdeling er der valgt en bestyrelse. Bestyrelserne koordinere aktiviteter på tværs af afdelingerne igennem bestyrelsen i hovedafdelingen (hovedbestyrelsen).
På det grundlag tegnes foreningen også af hovedbestyrelsen udadtil, men til dagligt kommunikerer medlemmerne naturligvis direkte med den afdeling hvor deres medlemskab er tilknyttet.

## Vision
Jystrup IF tilbyder sportslige aktiviteter inden for fodbold, gymnastik og tennis. Det sociale aspekt vægtes højt og der skabes der igennem gode sportslige resultater.

## Historie
Frem til 1985 havde man haft en, enstrenget foreningsstruktur hvor der sad én samlet bestyrelse med reference til én generalforsamling. Det store medlemstal og de mange udbudte idrætsgrene gjorde at der var behov for flere frivillige, til at udføre de mange forskelligartede arbejdsopgaver. Foreningen blev derfor opdelt i en hovedafdeling og seks idrætsafdelinger, med hver sin bestyrelse, der hver især repræsenterede en idrætsgren; fodbold, gymnastik, badminton, tennis, bordtennis og håndbold. Denne flerstrengede struktur hvor bestyrelserne i idrætsafdelingerne refererer til en samlet hovedbestyrelse er fastholdt siden. 

## Ekstern henvisning og kilde
- Jystrup IFs hjemmeside